# Nonprofit gazdasági társaság
A nonprofit gazdasági társaságok olyan gazdasági társaságok, melyek a társaság tevékenységéből keletkezett többletet nem osztják szét a részvényesek és a tulajdonosok között, hanem bizonyos közösségi célok elérésére használják fel.
Az országok többségében adómentességet élveznek.

## Működésük
A klasszikus gazdasági társaságoknak általában van egy vagy több tulajdonosa és tevékenységük hasznát szétosztják a tulajdonosok között. Ezzel szemben a nonprofit gazdasági társaságok tevékenységük hasznát csakis az előre meghatározott céljaik elérésére, a társaság fennmaradására, terjeszkedésére és jövendőbeli tervek megvalósítására használhatják.

## Nonprofit gazdasági társaságok Magyarországon
Magyarországon a nonprofit gazdasági társaságok 2007. július 1. óta működhetnek a következő formákban:
- nonprofit közkereseti társaság (nonprofit kkt.),[3]
- nonprofit betéti társaság (nonprofit bt.),(nonprofit kkt.),[4]
- nonprofit korlátolt felelősségű társaság (nonprofit kft.),[5]
- nonprofit részvénytársaság (nonprofit zrt. vagy nonprofit nyrt.).[6]